# Esclangon (cràter)
Esclangon és un cràter d'impacte lunar que es troba en el terreny compacte situat al nord-oest del prominent cràter Macrobi, i a l'est del Sinus Amoris. Just a l'oest-sud-oest apareix el cràter Hill. El Lacus Bonitatis (Llac de la Bondat), ocupa l'est i el nord-est d'Esclangon. Anomenat així en honor de l'astrònom francès Ernest Esclangon (1876-1954).
|  |  |

L'interior d'aquest cràter s'ha inundat de lava, deixant només un brocal baix per sobre de la superfície. No és massa circular, presentant protuberàncies al nord-est i nord-oest, molt probablement com el resultat de petits cràters que s'han fusionat amb la vora principal. La superfície interior està pràcticament a nivell i manca de trets distintius.